# グローバルフロントタワー
グローバルフロントタワー（GLOBAL FRONT TOWER）は、東京都港区芝浦1丁目に位置する長期優良住宅に認定された超高層マンション。超高層マンションでは珍しい五角形をしている。2016年度グッドデザイン賞受賞。

## 概要
芝浦に本社を置く輸入車販売大手のヤナセが、株主の伊藤忠商事、日本土地建物などとともに約1万9000㎡の敷地に新本社と高層マンションを整備する再開発事業に着手。2012年10月に先行して竣工した新本社北側の残りの敷地約1万㎡に、建てられた超高層マンションである。2016年1月に竣工した。
建物は港区スポーツセンターや、愛育病院などが整備された約7.7haにおよぶ再開発「田町駅東口北地区土地区画整理事業」に近接するほか、東京湾へつながる芝浦運河の目の前に位置し、「都心のウォーターフロントに住む」という都市生活スタイルの提案を目指した。
東側の運河沿いには東京都都心居住型総合設計制度によって、約5800㎡の公開空地が創出され、四季の移ろいを感じさせる多種多様な樹木が植えられた。また、レインボーブリッジや東京湾を望む「レインボーラウンジ」（29階）など共用部を充実させたほか、1階には保育所（アンジェリカ田町保育園）が入った。
価格は70㎡台で7千万円前後で、2014年6月から売り出され、11月末には東京湾側の15階以上はほぼ完売していた。

### 防災
1階床下の免震層に天然ゴム系積層ゴムと鉛プラグ入り積層ゴムをバランス良くレイアウトすることで、通常の地震動だけではなく、長周期地震動や強風時の風揺れに対しても減衰性能の高い建物とした。また津波・高潮対策として、地下室は設けず、防災センターは2階に、電気室は3階に、停電時に電力を供給する蓄電池室や発電機は4階に設けた。

## ギャラリー

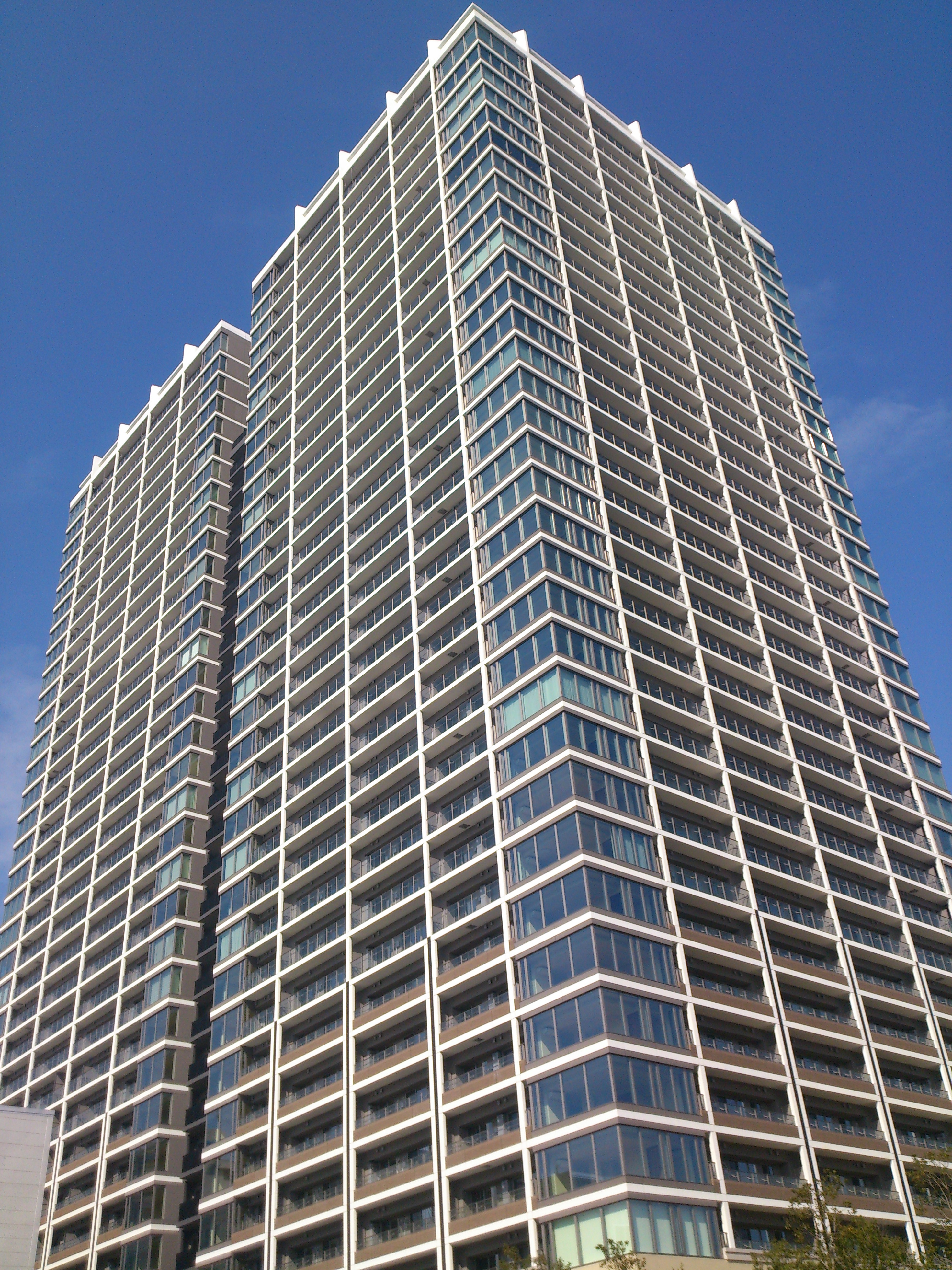
2016年2月13日撮影